# Casa Italia
Casa Italia (fino a settembre 2022 L'Italia con voi) è un programma televisivo italiano, in onda su Rai Italia.
Dal 2018 al 2020 e nuovamente nel 2022 è stata condotta da Monica Marangoni. Nel 2021 la conduzione è stata affidata per cinque mesi a Maria Cuffaro e Stefano Palatresi. Dal 2022 è condotta da Roberta Ammendola.

## Descrizione
Il programma è un contenitore quotidiano con storie dalle comunità italiane all'estero, con ospiti in studio e in collegamento. Presenta inoltre rubriche dedicate ai contributi italiani in tutto il mondo nei campi dello spettacolo, dello sport, della cultura, dell'impresa e della creatività.
È una produzione originale del palinsesto di Rai Italia.

## Il programma
La trasmissione va in onda dal lunedì al venerdì, le puntate possono essere viste anche on-demand su RaiPlay, sul canale Rai Italia alle 17:45 in Australia e Nord America, alle 19:00 per in Africa, alle 14:45 in Asia e alle 19:45 in Sud America. Nell'estate del 2020, il programma è andato in onda anche in Italia su Rai 1, il sabato alle 10:20. Viene attualmente registrato presso l'SR4 del Centro radiotelevisivo Biagio Agnes a Roma. Dal 21 novembre 2022, il programma va in onda anche in Italia nella fascia notturna di Rai 2.

## Edizioni
| Edizioni | Titolo           | Conduzione        | Conduzione        | Conduzione         | Periodo           | Periodo        | Puntata | Rete televisiva | Rete televisiva |
| Edizioni | Titolo           | Conduzione        | Conduzione        | Conduzione         | Inizio            | Fine           | Puntata | Rete televisiva | Rete televisiva |
| -------- | ---------------- | ----------------- | ----------------- | ------------------ | ----------------- | -------------- | ------- | --------------- | --------------- |
| 1        | L'Italia con voi | Monica Marangoni  | Monica Marangoni  | Stefano Palatresi  | 9 settembre 2018  | 1º agosto 2019 | 170     | Rai Italia      | -               |
| 2        | L'Italia con voi | Monica Marangoni  | Monica Marangoni  | Stefano Palatresi  | 7 ottobre 2019    | 29 agosto 2020 | 244     | Rai Italia      | Rai 1           |
| 3        | L'Italia con voi | Monica Marangoni  | Monica Marangoni  | Stefano Palatresi  | 5 ottobre 2019    | 9 luglio 2021  | 189     | Rai Italia      | -               |
| 4        | L'Italia con voi | Maria Cuffaro     | Monica Marangoni  | Stefano Palatresi  | 9 settembre 2021  | 8 luglio 2022  | 196     | Rai Italia      | -               |
| 5        | Casa Italia      | Roberta Ammendola | Roberta Ammendola | -                  | 19 settembre 2022 | 7 luglio 2023  | 193     | Rai Italia      | Rai 2           |
| 6        | Casa Italia      | Roberta Ammendola | Roberta Ammendola | -                  | 18 settembre 2023 | 28 giugno 2024 | 194     | Rai Italia      | Rai 2           |
| 7        | Casa Italia      | Roberta Ammendola | Roberta Ammendola | Giampiero Marrazzo | 16 settembre 2024 | 4 luglio 2025  | 197     | Rai Italia      | Rai 2           |